# Comité Paralímpico Canadiense
El Comité Paralímpico Canadiense (en inglés: Canadian Paralympic Committee) es el comité paralímpico nacional que representa a Canadá. Esta organización es la responsable de las actividades deportivas paralímpicas en el país. Es miembro del Comité Paralímpico Internacional y del Comité Paralímpico de las Américas.